# Harmen Hals

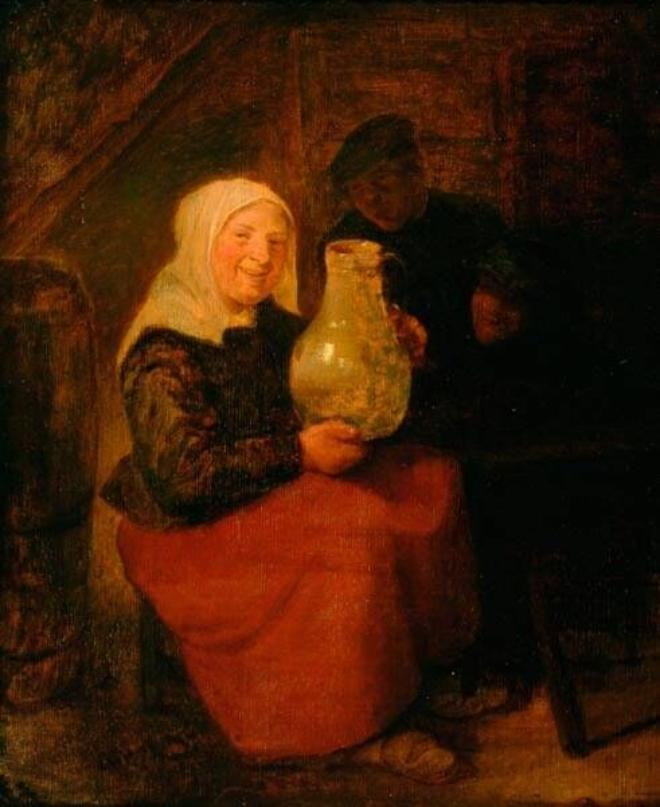
Reunión de campesinos, óleo sobre tabla, 32 x 27 cm, Haarlem, Frans Hals Museum.

Harmen Hals (Haarlem, 1611-1669) fue un pintor barroco neerlandés. 
Hijo primogénito de Frans Hals y de su primera esposa, Anneke Harmensdr., fue bautizado el 2 de septiembre de 1611. Como su hermano Frans y sus medio hermanos Johannes, Reynier y Nicolaes, debió de formarse en el taller paterno. Consta su pertenencia a la guilda de San Lucas aunque se desconoce la fecha de su ingreso. De 1642 a 1645 residió en Vianen y pasó alguna temporada en Ámsterdam, Gorinchem y Noordeloos. Fue enterrado el 15 de febrero de 1669 en el cementerio de St. Anne de Haarlem.
Pintó escenas de género y algún retrato. Por lo común se trata de escenas festivas protagonizadas por campesinos en el mesón entregados a la música y el vino con un reducido número de figuras de gran tamaño, a la manera de Adriaen Brouwer y Jan Miense Molenaer.